# Pieśń o Gogolewskim
Pieśń o Gogolewskim (inc. „Gogolewski, jedzie...”) – anonimowa, pieśń z czasów konfederacji barskiej, nawiązująca do intrygi i wyroku śmierci na regimentarzu Józefie Gogolewskim, wersja Piosenki o Drewiczu, publikowana u Wójcickiego. Nagrana przez Jacka Kowalskiego na melodię Piosenki o Drewiczu w wersji molowej.